# Martin Stjerna
Martin John Oskar Stjerna, född 26 maj 1908 i Gustavsbergs församling, Stockholms län, död 15 maj 1996 i Söderhamn, var en svensk apotekare.  
Efter studentexamen i Stockholm 1928 blev Stjerna farmacie kandidat 1932 och avlade apotekarexamen 1937. Han var anställd vid apoteken Enhörningen och Draken i Stockholm 1933–1937, Älgen och Vita Björnen där 1938–1942, Karlshamn 1942–1944 samt Råbocken och Hinden i Stockholm 1944–1948. Han var innehavare av apoteket i Stensele 1948–1957, apoteket i Herrljunga 1957–1964 och apoteket i Söderhamn (med filialapotek i Ljusne) från 1964.
Stjerna var ledamot av Kristet samhällsansvars arbetsutskott 1963, av Stensele kommunal- och municipalfullmäktige 1951–1957 och av Herrljunga köpings kommunalfullmäktige 1959–1962.